# HD 23079
HD 23079は、レチクル座の方向に約109光年の距離にある恒星である。7等級であり、肉眼では見えないが、双眼鏡を用いると簡単に見ることができる。スペクトル型はF9.5Vであり、水素を燃料とする主系列星である。太陽よりも若干大きく重いが、太陽と似た恒星である。太陽が45.7億歳なのに対して、この恒星は約20億歳である。
| 太陽 | HD 23079  |
| ---- | --------- |
| 太陽 | Exoplanet |

## 惑星系
2001年10月、木星型惑星が周囲を公転していることが発表された。この惑星HD 23079bは、アングロ・オーストラリアン天文台が視線速度法で太陽系外惑星を捜索する計画の中で発見された。
母星のHD 23079が太陽型の恒星で、そのハビタブルゾーンの外縁近くを木星型惑星が公転していることで、生命居住可能なトロヤ惑星またはHD 23079bの周りを公転する太陽系外衛星が存在する可能性について、検証が行われている。
| 名称 （恒星に近い順） | 質量             | 軌道長半径 （天文単位） | 公転周期 (日) | 軌道離心率    | 軌道傾斜角 | 半径 |
| --------------------- | ---------------- | ----------------------- | ------------- | ------------- | ---------- | ---- |
| b                     | > 2.45 ± 0.21 MJ | 1.596 ± 0.093           | 730.6 ± 5.7   | 0.102 ± 0.031 | —          | —    |

## 名称
2019年、世界中の全ての国または地域に1つの系外惑星系を命名する機会を提供する「IAU100 Name ExoWorldsプロジェクト」において、HD 16175 はブラジル連邦共和国に割り当てられる系外惑星系となった。このプロジェクトは、「国際天文学連合100周年事業」の一環として計画されたイベントの1つで、ブラジル国内での選考、国際天文学連合 (IAU) への提案を経て太陽系外惑星とその主星に固有名が承認されるものであった。2019年12月17日、IAUから最終結果が公表され、HD 23079はTupi、HD 23079 bはGuaraniと命名された。これらはいずれもブラジルの先住民族の名前に由来しており、Tupiはポルトガル人が南アメリカ大陸に到った16世紀以前に南米大陸の東海岸で最も人口が多かった先住民族であるトゥピ族に、Guaraniはブラジル南部、アルゼンチン、パラグアイ、ウルグアイに跨る地域に住む最も人口の多い先住民族であるグアラニ族に、それぞれ由来して名付けられた。